# Zapalenie gruczołu tarczowego Riedla
Zapalenie gruczołu tarczowego Riedla, choroba Riedla (łac. morbus Riedel, thyreoiditis sclerosans, ang. Riedel's thyroiditis) – rzadka postać zapalenia gruczołu tarczowego, charakteryzująca się silnym zwłóknieniem miąższu gruczołu, stąd inna nazwa choroby – wole drewnowate (łac. struma lignosa, ang. iron-hard thyroiditis). Włóknienie dotyczy nie tylko tarczycy, ale wykracza poza torebkę gruczołu i zajmuje sąsiednie struktury anatomiczne szyi.

## Historia
Chorobę opisał jako pierwszy niemiecki chirurg Bernhard Riedel w 1896 roku, który w dwóch pracach przedstawił historię trzech pacjentów. Riedel nadał jednostce chorobowej nazwę eisenharte Struma, czyli "wole twardości żelaza".

## Epidemiologia
Wole Riedla jest niezwykle rzadką chorobą. W Mayo Clinic w latach 1920–1984 na 57 tysięcy tyroidektomii przypadło jedynie 37 przypadków zapalenia Riedla, co pozwala oszacować częstość choroby w populacji amerykańskiej na 1,6:100 000. Obserwuje się tendencję spadkową w częstości zachorowań. Nie wykazano związku zwiększonej częstości zachorowań z rasą, istnieje natomiast wyraźny związek zapadalności z płcią: różne źródła podają średnio 4 razy częstsze występowanie choroby u kobiet. Wiek zachorowania to zwykle przedział 30–60 lat.

## Etiologia
Przyczyna choroby jest nieznana. Być może proces chorobowy ma podłoże autoimmunologiczne, bądź też zapalenie Riedla jest manifestacją pierwotnej fibromatozy.

## Objawy i przebieg
Choroba objawami przypomina anaplastyczny rak tarczycy i wymaga różnicowania z procesem nowotworowym. Pacjenci zgłaszają się z powodu gwałtownie rosnącej, niebolesnej masy w przedniej części szyi. W badaniu palpacyjnym wyczuwalny jest z reguły równomiernie powiększony gruczoł, o niezwykle dużej spoistości (porównywanej z drewnem). Nie stwierdza się miejscowej adenopatii. Około 1/3 pacjentów wykazuje objawy idiopatycznej fibromatozy narządowej (np. w przestrzeni zaotrzewnowej, śródpiersiu, oczodole, płucach, drogach żółciowych, gruczole łzowym, śliniankach).
Dominują objawy związane z uciskiem włóknistej masy na drogi oddechowe, przełyk, naczynia i nerwy. Występuje dysfagia, duszność, chrypka, stridor, nieraz afonia (w związku z uciskiem na nerwy krtaniowe wsteczne).
Gdy choroba jest zaawansowana i tkanka łączna włóknista zastąpi prawidłową tkankę gruczołową, pojawiają się objawy hipotyreozy. Zajęcie przytarczyc powoduje ich niedoczynność i hipokalcemię.

## Leczenie
W przypadku ucisku na tchawicę stosuje się leczenie chirurgiczne – klinową resekcję cieśni tarczycy.